# Pedalsolo
Ein Pedalsolo (bzw. Pedal-Solo oder Pedal solo) ist in der Orgelmusik eine Passage oder ein Abschnitt, in dem das Pedal allein (d. h. solo) erklingt, während die Hände des Organisten ruhen. Pedalsolos bzw. Pedalsoli können beeindruckend klingen; der Organist kann verschiedene Pedaltechniken verwenden, um die Klangvielfalt und das Potenzial des Pedals zu demonstrieren, bisweilen auch im Wechselspiel zwischen Manual und Pedal.

## Einführung
Die Orgelmusik bietet viele Möglichkeiten für den Einsatz des Orgelpedals, um das musikalische Potenzial des Instruments voll auszuschöpfen. Dabei wird das Pedal der Orgel mit den Füßen gespielt, während die Hände, die sonst auf den Tasten des Manuals spielen, ruhen bzw. lediglich geringe spieltechnische Aufgaben zu absolvieren haben. Mit einem Pedalsolo kann der Organist das Pedal für einen bestimmten Teil des Stücks hervorheben und einen kontrastierenden Effekt erzeugen.
Es gibt zahlreiche Orgelwerke, die beeindruckende, teilweise kadenzartige Pedalsoli enthalten. Z. B. enthalten einige berühmte Orgelstücke von Johann Sebastian Bach markante Pedalsoli (z. B. BWV 532, BWV 564 u. a.).
Es gibt auch ganze Stücke für das Orgelpedal allein (d. h. Pedal solo), z. B. das Pedal-Exercitium (BWV 598) von J. S. Bach oder die verschiedenen Stücke für Solopedal des französischen Komponisten Jean Langlais.
Quasi obligatorisch stellen viele der Passacaglien für Orgel ihr Thema zunächst als Pedalsolo vor, z. B. die berühmte Passacaglia c-Moll (BWV 582) von J. S. Bach.

In seinem Vergleich französischer und deutscher Orgelbau- und Orgelkunst schreibt Albert Schweitzer:

„Wenn man ein Pedalsolo auf einer unserer Orgeln hört, meint man, es wälze sich ein Drachenleib aus dem Hintergrunde der Kirche in wilden schwerfälligen Windungen heraus. Setzt dagegen das Manual zum Pedal ein, so fragt man sich bald: Wo ist denn das Pedal?“

## Beispiele (Auswahl)
Die folgende Auswahl enthält Stücke mit markanten Pedalsoli, erhebt jedoch keinerlei Anspruch auf Aktualität oder Vollständigkeit:
- Johann Sebastian Bach: Fuge D-Dur, aus: Präludium und Fuge D-Dur, BWV 532, mit rasanten Pedalpassagen[4]
- Johann Sebastian Bach: Toccata, Adagio und Fuge C-Dur, BWV 564[5]
- Johann Sebastian Bach: Toccata und Fuge F-Dur BWV 540
- Marcel Dupré: Prélude et fugue en si majeur, op. 7/1[6]
- Franz Liszt: Präludium (bzw. Fantasie) und Fuge über das Motiv B-A-C-H